# Johann Daniel Widt
Johann Daniel Widt (* im 17. Jahrhundert in  Straßburg; † 1693 in Aschaffenburg) war ein deutscher Mediziner und Leibarzt des Kurfürsten von Bayern.

## Leben
Johann Daniel Widt studierte bei Melchior Sebisch (1578–1671) in Straßburg Medizin.
Widt wurde Oberarzt bei der kaiserlichen Kammer in Speyer und später Leibarzt von Ferdinand Maria von Bayern.
Am 14. Juli 1681 wurde er mit dem akademischen Beinamen Asclepiades zum Mitglied (Matrikel-Nr. 95) der Leopoldina gewählt.

## Schriften
- Disp. de spiritibus humani corporis theorica et practica. Argentoratum, 1660 (Digitalisat)
- S. S. Triade Fortunante Et Praesidente Lithologia, Decreto Et Authoritate Magnifici, Nobilissimi, Gratiosissmi Collegii Medici, Universitatis Argentinensis Pro Honoribus Et Privilegiis Doctoralibus In Arte Medica Impetrandis Solenni Censurae Exposita a Johanne Daniele Widt, Argentinensi. Mense. Febr. Argentorati, 1663